# Malkerns
Malkerns est une ville située dans le district de Manzini, en Eswatini.